# Alma Richards
Alma Wilford Richards (Parowan, 20 de fevereiro de 1890 – Long Beach, 3 de abril de 1963) foi um saltador e campeão olímpico norte-americano.
Nascido no estado de Utah, era um filho de agricultores e pequenos fazendeiros que cursava a 8ª série do ensino básico quando decidiu abandonar os estudos e conhecer o mundo, mas pouco após sua partida de casa, conheceu um professor nativo americano que o convenceu a voltar aos estudos. Um técnico da Universidade Brigham Young, em Provo, Utah, que dividia o campus com a escola secundária, o viu jogando basquetebol e pediu que ele saltasse uma barra colocada no ginásio a quase dois metros de altura. Alma a ultrapassou facilmente e o técnico começou uma campanha para coletar fundos para que ele pudesse particpar das eliminatórias americanas aos Jogos Olímpicos de 1912 no salto em altura.
Nas classificatórias, ele derrotou o campeão norte-americano e recordista mundial George Horine e conquistou a medalha de ouro em Estocolmo 1912, com um salto de 1,93 m, na última tentativa. Recebeu a medalha no pódio das mãos do rei Gustavo V.
Richards graduou-se na Brigham Young em 1913 e na Universidade de Cornell em 1917, enquanto competia vencendo no salto em altura e no decatlo, no qual se tornou também especialista e campeão americano. Formado em advocacia, após encerrar a carreira no atletismo não seguiu a profissão, dedicando-se a dar aulas de ciências na Venice High School, em Los Angeles, onde ficou por 32 anos até se aposentar.
Em sua carreira, conquistou um total de 245 troféus e medalhas em competições disputadas ao redor do mundo. Foi o primeiro cidadão do estado de Utah a se tornar campeão olímpico em qualquer esporte.